# 19e armée (Empire allemand)
Pour les articles homonymes, voir 19e armée.
La 19e armée / 19e haut commandement de l'armée (AOK 19) est le nom donné à l'unité majeure de l'armée allemande et à ses autorités de commandement associées pendant la Première Guerre mondiale (1914-1918) Elle comprend plusieurs corps d'armée ou de réserve ainsi que de nombreuses troupes spéciales.

## Histoire
Au début de 1918, le commandement suprême de l'armée renforce les forces allemandes sur le front occidental en vue d'une offensive planifiée (→ Offensive allemande du printemps de 1918 ). À cette fin, des troupes sont amenées du front de l'Est, dont la présence n'est plus nécessaire après l'effondrement de l'Empire tsariste. Au cours de la restructuration, l'ancien haut commandement de l'armée du Sud dissoute est inséré entre le détachement d'armée C et le déptachement d'armée A. À partir du 8 février 1918, il s'appelle 19e Haut Commandement de l'Armée. Son siège social est établi à Saint-Avold. Après la signature de l'Armistice de Compiègne, la 19e armée se retire du 15 novembre 1918 jusqu'à son arrivée à Maulbronn le 24 novembre 1918. L'unité y est par la suite dissoute.